# 호른
호른(독일어: horn) 또는 프렌치 호른(French horn)은 금관악기의 일종으로, 나팔꽃 모양의 관이 특징이다.

## 특징
오늘날 오케스트라에 쓰이는 호른은 밸브라고 하는 음높이를 변화시키는 데 쓰는 장치를 가진 금관악기이며, 밸브를 가지고 있지 않은 자연혼과 구별할 때에는 밸브 호른이라고 한다. 외관상의 특징은 정원상(正圓狀)으로 감긴 관과 매우 큰 벨(직경 약 30cm)에 있으나 음빛깔의 특징은 마우스피스와 관의 형상에서 유래한다. 마우스피스의 캡은 트럼펫의 것과 같이 불룩한 만곡은 없으며 느린 곡선으로 그대로 스로트와 연결되어 있다. 관은 매우 길며 표준적인 바조는 370cm 정도이고 직경은 6-7mm로 가늘다. 이 관의 특성은 호른으로 고차배음(高次倍音)의 취주(吹奏)를 쉽게 하며, 가늘고 긴 마우스피스와 작용하여 깊고 둥근 음빛깔을 나게 하는 것이다. 밸브엔 트럼펫과 같이 피스톤식과 로터리식이 있으며, 일반적으로는 트럼펫과 반대로 로터리식이 보급되어 있다. 밸브의 수효는 기본적으로는 3개이나 그 이상의 것도 있다. 현재 밸브 호른에는 싱글과 더블이 있다. 싱글 호른에는 바조와 내림나조의 2가지가 있으며, 3개의 밸브를 써서 반음계적 변화음을 낸다. 더블 호른은 바조와 내림나조를 하나로 합친 것으로서 왼손 엄지손가락으로 조작되는 4개째의 밸브로 바조에서 완전4도 위의 내림나조로 바꿀 수가 있다. 더블호른의 음넓이는 내림나음으로부터 바2음까지로 기보(記譜)는 오늘날에는 대체로 바조의 조옮김(移調)악기로 하여 실음보다 완전5도 높이 기보된다. 이전에는 음보표에서는 완전5도 높은 복잡한 기보를 하고 있다.

## 기원
발생시기에 관하여서는 트럼펫과 같으나 호른이라는 것은 '뿔(角)'을 의미하므로 특히 뿔피리(角笛)를 그 기원으로 생각할 수도 있다. 오늘날 호른의 직접 조상은 유럽의 수렵용 호른으로서 특히 프랑스에서 발달하였다. 17세기에는 단순한 수렵의 신호용의 악기에서 벗어나 개량되어 오케스트라의 초기에 쓴 예가 많이 보인다. 18세기 후반에는 각지의 오케스트라에서 한자리 차지하고 있지만 초기의 오케스트라용 호른은 그 관의 길이에 의한 일정한 배음렬만을 취주할 수 있었으므로 악곡 중에서 조바꿈을 하게 되면 다른 관으로 바꾸지 않으면 안 되었다. 그 후 1개의 호른으로 여러 가지 조를 연주하기 위하여 마우스피스의 뒤에 그 조에 적합한 길이의 관을 삽입하는 바꿈관(替管)의 발명이나, 반음계적 변화를 얻기 위하여 보헤미아 사람 함펠에 의한 후술의 스톱 주법의 고안 등, 구조, 주법의 양면에서 많은 개량이 있었다. 19세기 초엽, 주로 독일에서는 밸브 장치의 채용이 여러 가지의 형태로 행하여졌으나 그 보급은 늦어져 많은 작곡가는 19세기 말까지 밸브 호른을 쓰지 않았다.

## 연주
입술의 조작이나 트크 등 기본적 주법은 트럼펫과 같다. 입술만으로 하는 음높이의 변화는 장2도까지 가능하여, 이 음정까지의 트릴은 밸브 조작 없이 입술로 하는 때가 많다. 트크도 여러 가지 쓰이나, 관이 기므로 트럼펫만큼 예리함은 없다. 호른의 독특한 주법은 스톱 주법이다. 이것은 오른손을 벨 속에 넣어 연주하며 삽입하는 정도를 가감하는 것으로 약음효과를 얻음과 동시에 음정도 반음 정도 변화한다. 현재의 왼손으로 악기를 받치어 나팔이 아래로 뒤쪽을 향하여 자연히 오른손 끝에 오도록 가지는 자세는, 그러한 목적에 따라 함펠 이후에 확립하여 보급되었다. 원래 반음계적 변화를 얻기 위한 것이었던 이 주법은 오늘날에 와서는 약음효과와 음높이를 시정하는 데 쓰고 있다. 오늘날 호른은 모두 바조로 기보되는 일이 많으므로 연주자는 어느 부분을 내림나조로 연주하는가 또는 더블 호른으로 연주하는가에 따라 기보음과 실음에 관한 운지법의 바꾸기를 하여야 한다.
이러한 것들이 잘 나타나는 노래는 모자르트,호른 협주곡이다.

## 사진

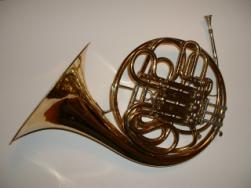
일반적인 더블호른.
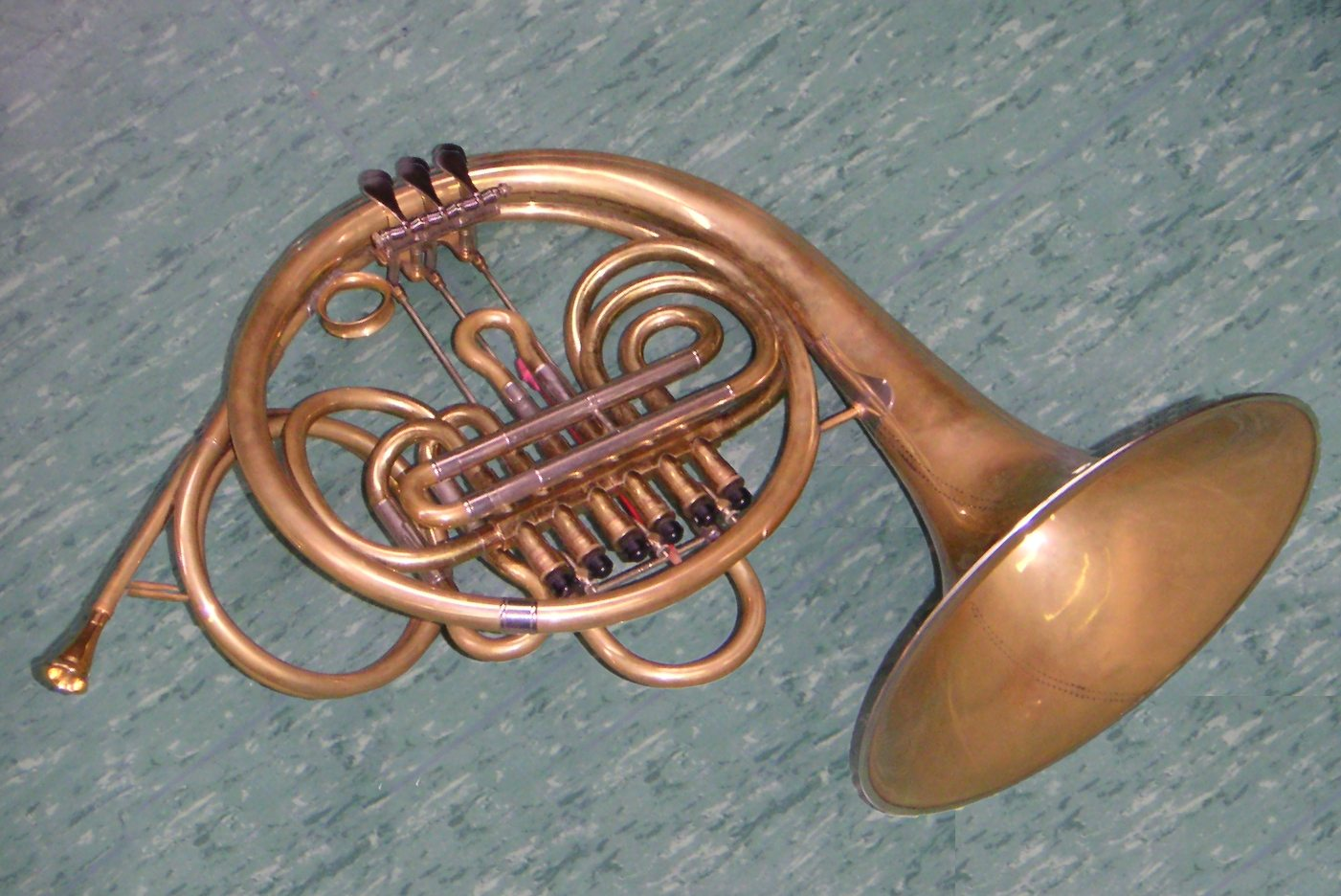
비엔나 호른.
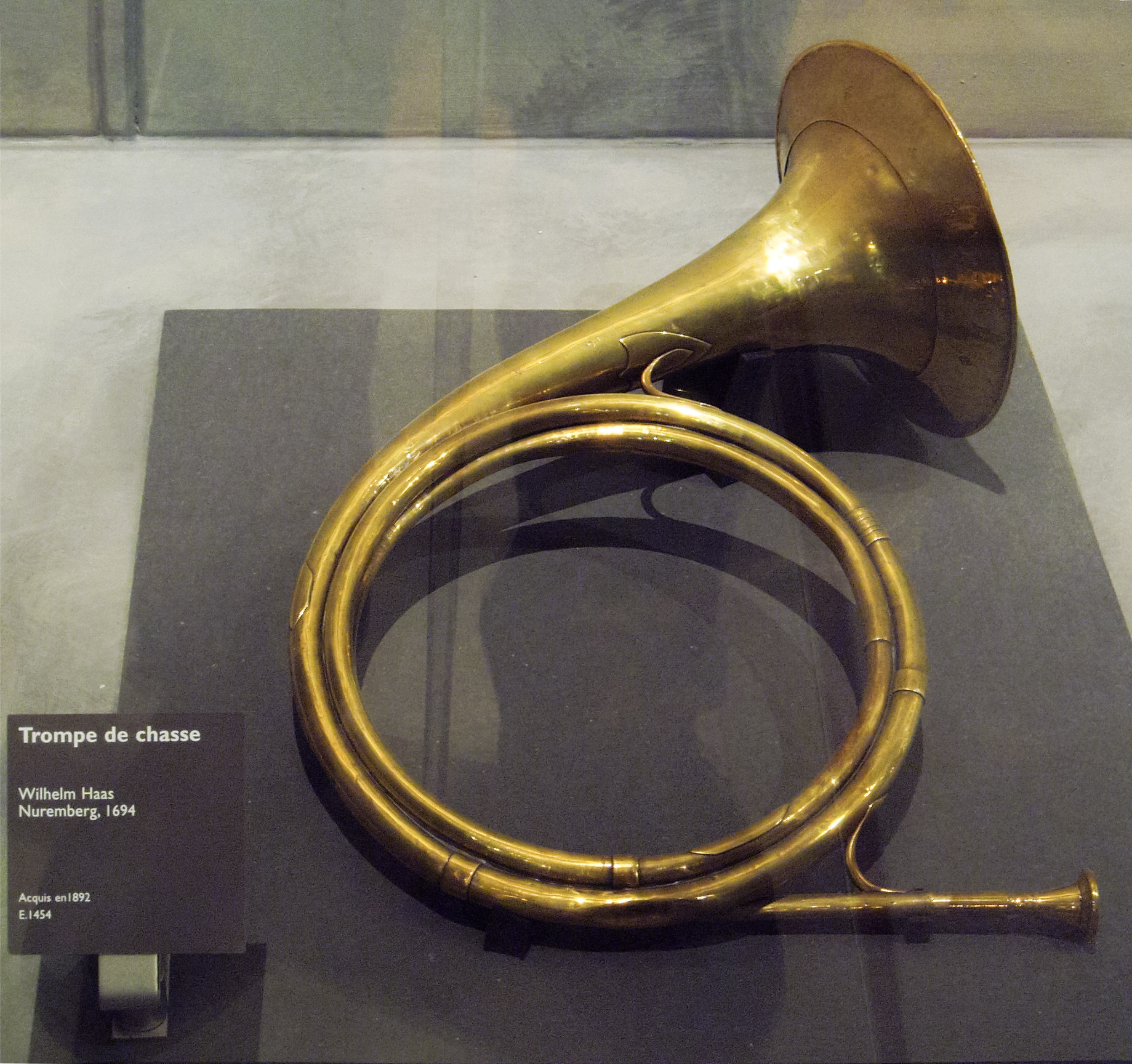
수렵용 호른.
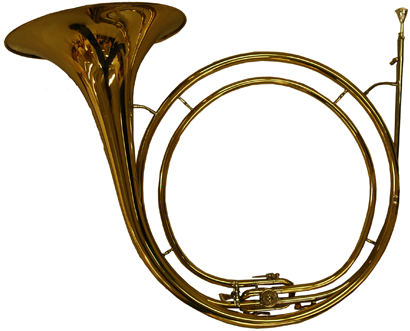
마단조의 수렵용 호른.
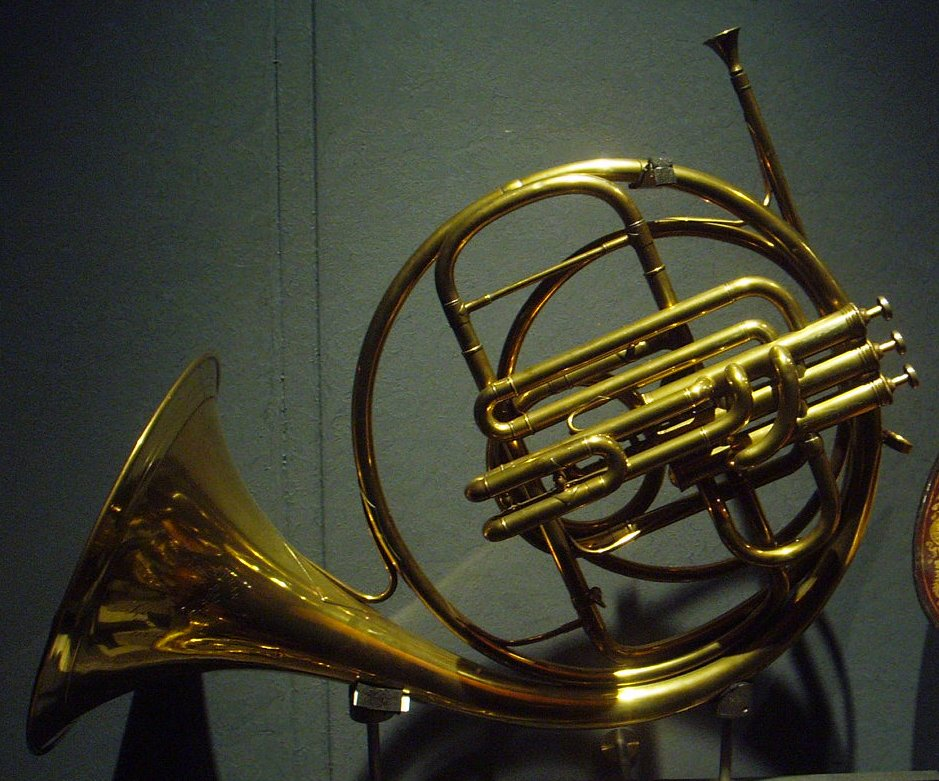
프랑스에서 만든 고대의 호른.